# Quartz Compositor
Quartz Compositor是macOS中负责图形界面合成的视窗系统核心组件。在系统进程中，Quartz Compositor显示为窗口管理器（Window Manager），在较新版本中则称为窗口服务（WindowServer）。Quartz Compositor主要承担两大核心功能：窗口管理与合成渲染、输入事件路由。
在macOS架构中，每个窗口都存储了三维位置信息（包含Z轴深度）、透明度参数和抗锯齿配置数据。应用程序通过支持的图形接口（如Quartz 2D、QuickDraw或OpenGL）将窗口内容渲染到各自的图形上下文中。Quartz Compositor会采集所有窗口的渲染结果，并依据其元数据信息进行实时合成，最终生成显示画面。这种架构使macOS的窗口系统具有绘图模型无关性，同时支持实现复杂的视觉效果，例如窗口最小化至Dock时的Genie动画效果。
作为窗口管理核心，Quartz Compositor还包含通过I/O Kit接收输入事件（键盘输入、鼠标操作等）的事件循环机制。系统会从事件队列中提取输入事件，通过窗口层级判定目标进程，最终将事件路由至对应应用程序的事件处理队列。

## Quartz Extreme
自macOS10.2起引入的Quartz Extreme技术对合成引擎进行了硬件加速优化。该技术将窗口内容作为纹理映射在三维空间中进行合成渲染，充分利用GPU的并行计算能力，显著提升图形合成效率。
要启用Quartz Extreme加速，系统需满足以下硬件要求：
- 配备AGP接口的显卡
- 支持任意尺寸纹理处理
- 至少16MB显存

实际支持设备包括采用NVIDIA或ATI Radeon系列及以上显卡的机型。